# Wilhelm Woernle

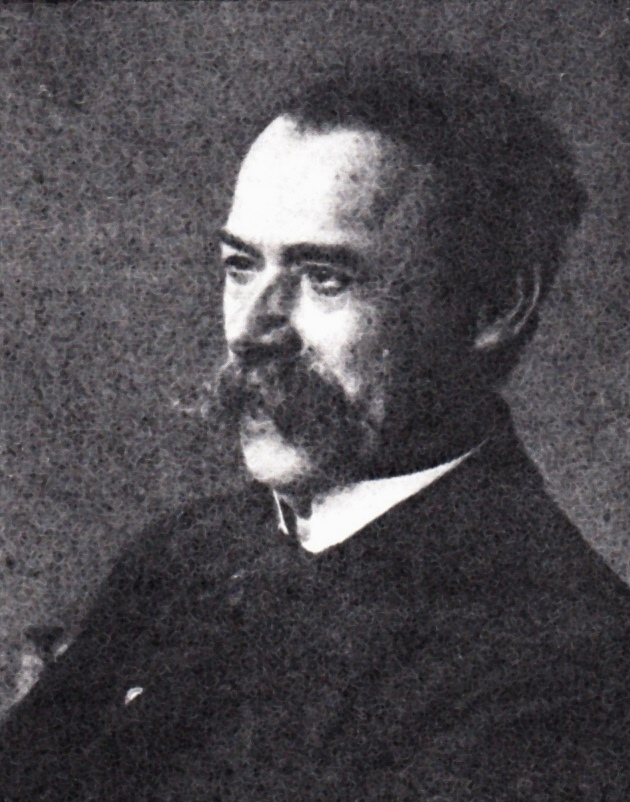
Wilhelm Woernle, Fotografie um 1900

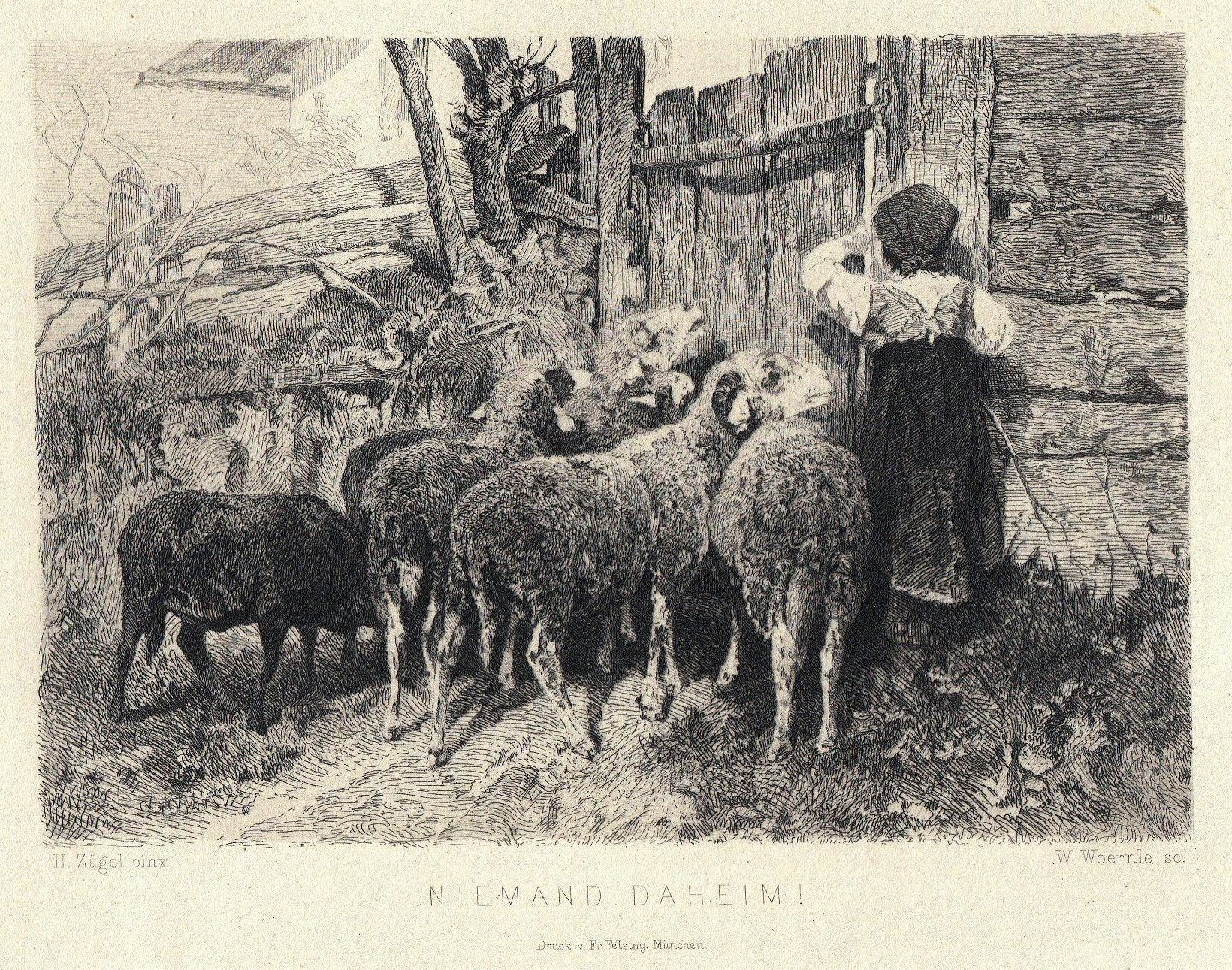
Niemand daheim! Radierung nach einem Gemälde von Heinrich Zügel, 1877

Wilhelm Woernle (* 23. Januar 1849 in Stuttgart; † 24. März 1916 in Wien) war ein deutsch-österreichischer Maler und Grafiker, der vor allem als Reproduktionsradierer bekannt wurde.

## Leben
Der Sohn eines Stuckateurs und Dekorationsmalers absolvierte von 1863 bis 1867 eine Kupferstichlehre bei Veit Froer (1828–1900) in Stuttgart, wo er auch die Technik des Radierens erlernte. Gleichzeitig besuchte er die Stuttgarter Kunstschule unter Bernhard Neher. Nach der Lehre verdingte sich der Heranwachsende im Atelier von Adolf Wagenmann (1839 – ?) bei der Mitarbeit an Reproduktionsstichen. Den Versuch einer selbstständigen Tätigkeit als Stecher gab er schon bald auf, um sich in München der Malerei unter der Leitung von Heinrich Zügel (1850–1941) zu widmen, mit dem er seit der gemeinsamen Zeit an der Stuttgarter Kunstschule befreundet war. 1873 begab er sich auf eine zweijährige Studienreise nach Italien. Zumeist in Venedig entstanden Gemälde, Aquarelle und Zeichnungen, die er als Vorlagen für Holzschnitte anbot. Als 1875 der Kaiser von Österreich zum Staatsbesuch in Venedig weilte, lieferte Woernle für die „Illustrierte Zeitung“ in Leipzig großformatige Illustrationszeichnungen, die als Holzschnitte weite Verbreitung fanden. 1875/76 kehrte er nach München zurück und heiratete im Januar 1877. Neben der Landschaftsmalerei widmete er sich wieder verstärkt der Radierung. Wohl auf Anregung Heinrich Zügels konnte Woernle 1878 erstmals in der renommierten „Zeitschrift für bildende Kunst“ eine kleine Radierung nach dem Gemälde seines Maler-Freundes „Niemand daheim“ veröffentlichen. Die mit zarten Valeurs malerisch gestaltete Radierung fand große Anerkennung und der Verlag E. A. Seemann veröffentlichte fortan regelmäßig in der Zeitschrift für Bildende Kunst Radierungen Woernles nach alten und zeitgenössischen Meistern. Auch der Verein für vervielfältigende Kunst in Wien wurde auf Woernle aufmerksam und beauftragte ihn mit der Reproduktion ausgewählter Werke der Budapester Landesgemäldegalerie. Dies und die Aussicht auf weitere Aufträge durch den Verein veranlassten Woernle sich 1879 dauerhaft in Wien niederzulassen. Hier lernte er William Unger (1837–1932), den „künstlerischen Vater“ der malerischen Reproduktionsradierung kennen, der ihn zur Vervollkommnung der Radiertechnik verhalf. Als Unger 1881 seine Lehrtätigkeit für Radiertechniken an der Wiener Kunstgewerbeschule für ein Jahr unterbrechen musste, bestimmte er Woernle als seine Vertretung. 1882 führte ihn seine Mitarbeit als Radierer an Carl von Lützows „Die Kunstschätze Italiens“ erneut nach Italien. Darüber hinaus lieferte er in dichter Folge Reproduktionsradierungen für  „Die Graphischen Künste“ und erfüllte Vervielfältigungsaufträge für private Sammler in Wien und Prag. 1883 fand in Wien eine ausschließlich der Reproduktionsgraphik gewidmete „Internationale Ausstellung der graphischen Künste“ statt, auf der Woernle mit mehreren Arbeiten auf sich aufmerksam machen konnte. Für die großformatige Radierung auf Atlasseide „Jesus Christus“ nach dem Gemälde von Gabriel von Max verlieh ihm 1885 König Karl von Württemberg die Goldmedaille für Kunst und Wissenschaft. Woernle zählte neben William Unger, Peter Halm (1854–1923), Ludwig Kühn (1859–1936) und Doris Raab (1851–1933), zu den bekanntesten Reproduktionsradierern im deutschsprachigen Raum. Anfang der 90er Jahre erhielt er den Auftrag zur Reproduktion von kunsthandwerklichen Objekten des 19. Jahrhunderts im österreichischen Museum für Kunst und Industrie. Für die in kleiner Auflage erschienene Sammelmappe lieferte Woernle 20 Farbradierungen. Die in Vergessenheit geratene Technik der Farbradierung hatte er – nach eigener Aussage – um 1890 nachentwickelt. Mitte der 90er Jahre nahm aufgrund der sich verbessernden fotografischen Techniken der Bedarf an Reproduktionsradierungen ab und kam bald zum völligen Erliegen. Woernle wich auf die Mitarbeit an Heliogravüren aus. Zwischen 1901 und 1905 beauftragte ihn die Wiener Fa. Heck mit großformatigen Originalradierungen von Musikern und Dichtern. Wilhelm Woernle starb am 24. März 1916 im Alter von 67 Jahren in Wien.

## Schaffen
Das Gesamtwerk Woernles umfasst etwa 125 Radierungen nach Gemälden des 16. bis späten 19. Jahrhunderts, darunter 20 Radierungen nach Gemälden in der Landesgalerie Budapest (jetzt Museum der Bildenden Künste Budapest) und mindestens 13 Reproduktionsradierungen nach italienischen Meistern in Carl von Lützows „Kunstwerke Italiens“. Darüber hinaus schuf er ca. 20 Farbradierungen nach Skulpturen und Bildwerken im kunsthandwerklichen Museum Wien. Von den Reproduktionen zeitgenössischer deutscher und österreichischer Künstler verdienen die Radierungen nach Kaulbach, Max, Makart, Zügel und Klimt besondere Beachtung. Dazu gehören auch 8 Blätter nach Wandgemälden im Wiener Burgtheater, die in der Nationalgalerie Prag aufbewahrt werden.
Zahlreiche, auch großformatige Blätter bezeugen eindrucksvoll das besondere Können Woernles zur spiegelverkehrten Wiedergabe von Gemälden in der Radiertechnik mit nahezu fotografischer Genauigkeit. In selten glücklicher Weise verbindet sich in seinen Arbeiten die strenge Disziplin der Stecherschule mit einer zutiefst malerisch empfundenen Radiertechnik zu fein empfundenen Gemäldekopien alter und neuer Meister.
Von Woernle sind mindestens 15 Originalradierungen, einige wenige Zeichnungen und mehr als 10 Gemälde und Aquarelle bekannt. Letztere entstanden zumeist in den 1870er Jahren.

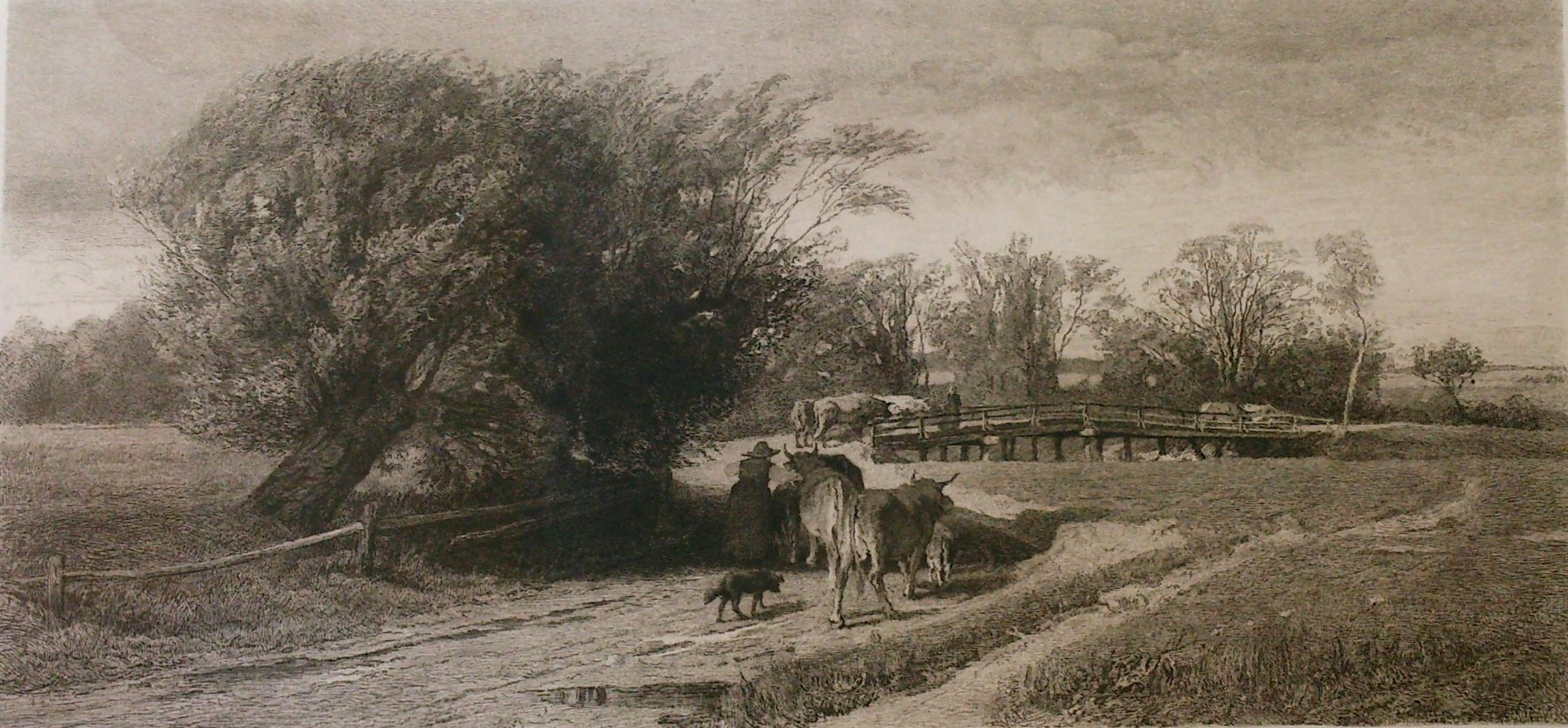
„Landschaft mit Kühen“, Originalradierung von Wilhelm Woernle, um 1887

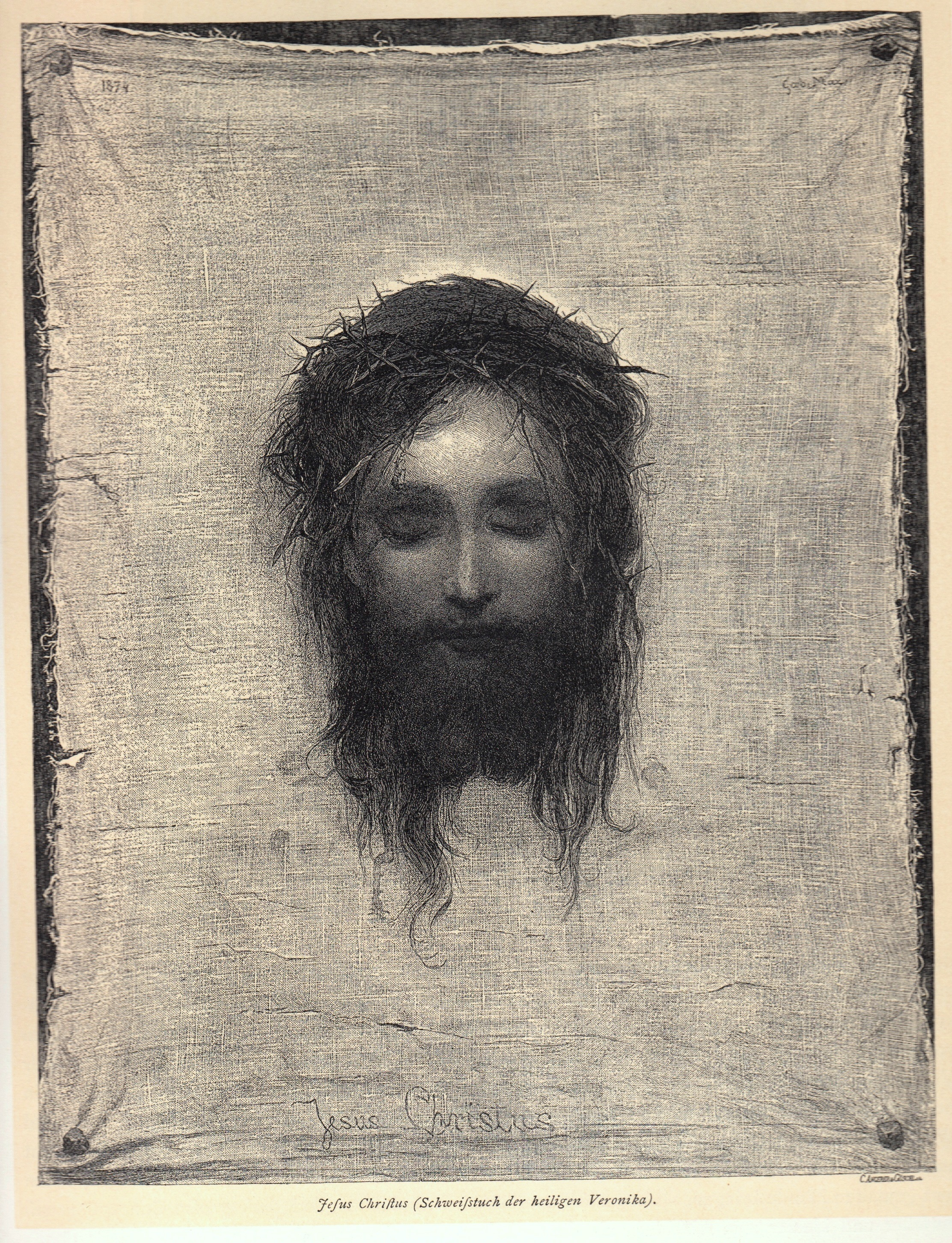
Jesus Christus, Radierung nach einem Gemälde von Gabriel Max, 1885
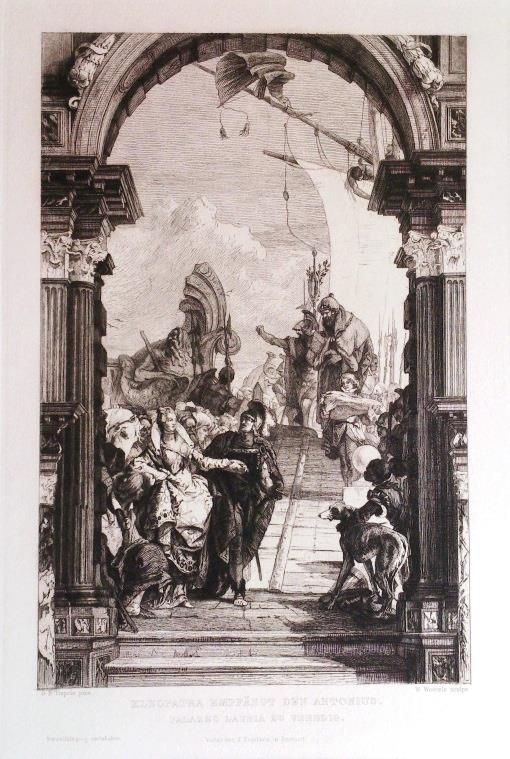
Kleopatra empfängt Antonius, Radierung nach dem Gemälde von G. B. Tiepolo in Venedig, 1882
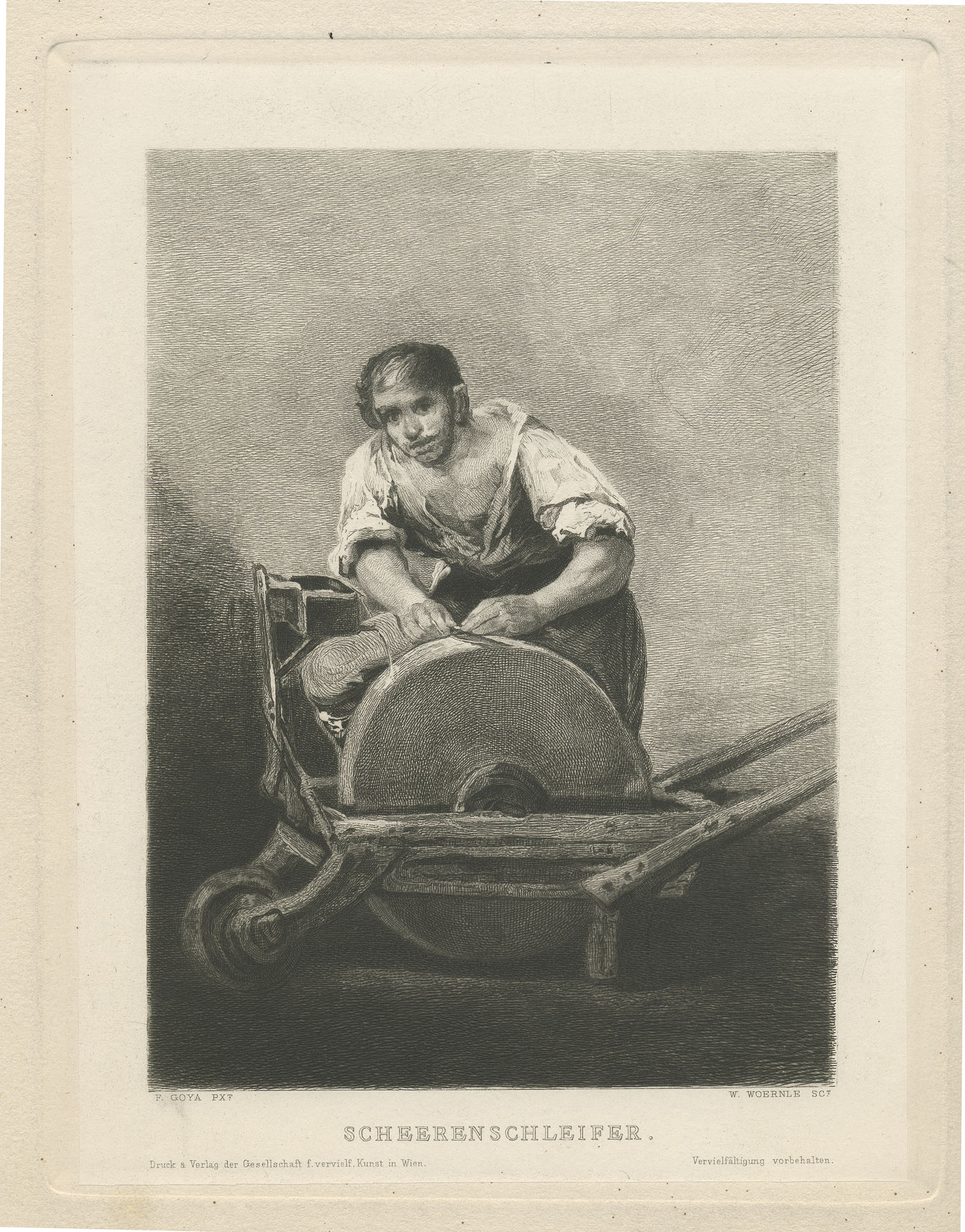
Scheerenschleifer, Kupferstich nach einem Gemälde von Francisco Goya, vor 1883
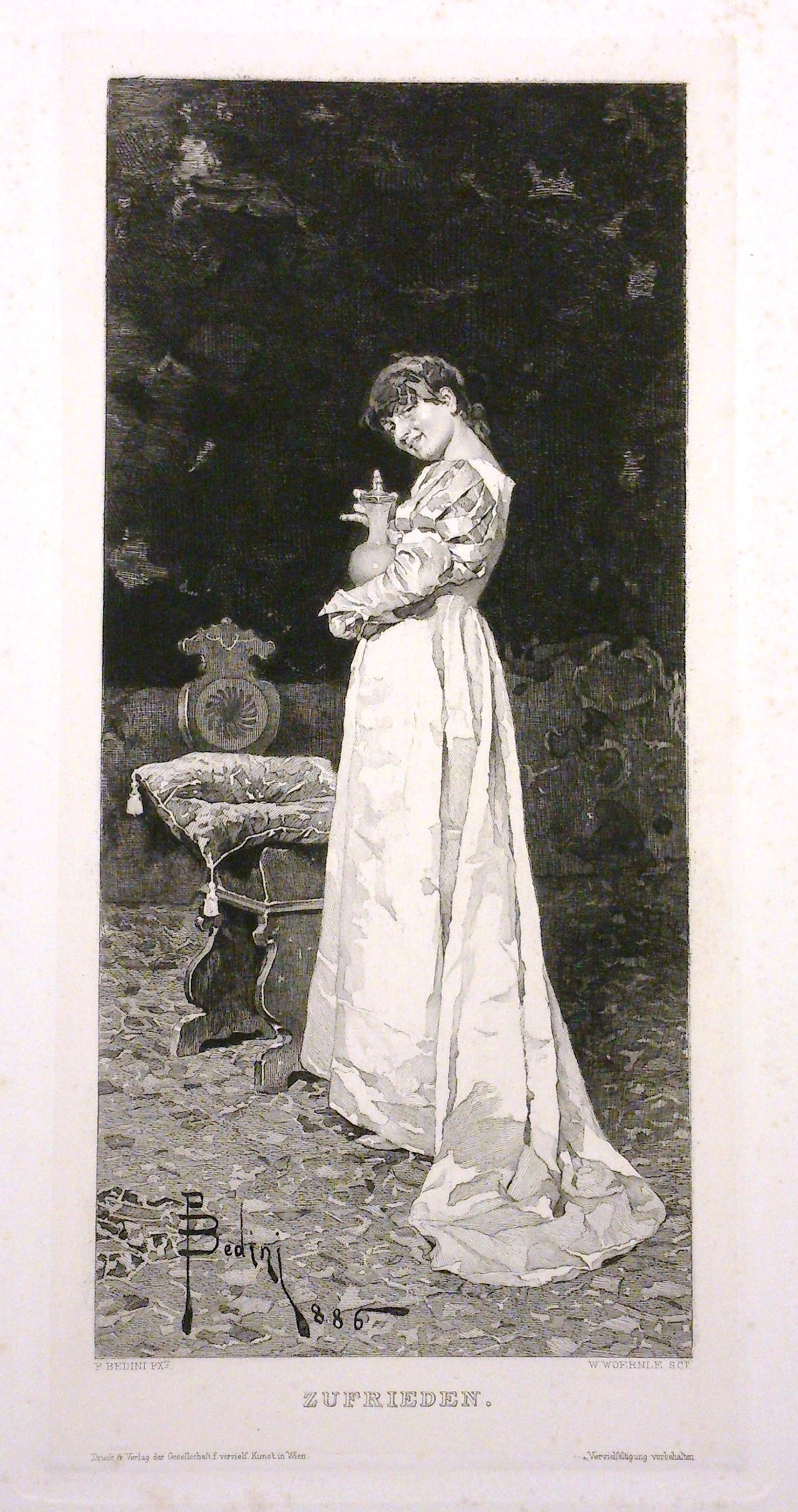
„Zufrieden“, Radierung nach einem Gemälde von Paolo Bedini, 1889